# Deon Hemmingsová
Deon Hemmingsová (* 10. září 1968, Saint Ann Parish) je bývalá jamajská atletka, olympijská vítězka a vicemistryně světa na čtvrtce s překážkami.
Největší individuální úspěch zaznamenala v roce 1996 na letních olympijských hrách v Atlantě, kde předvedla nejrychlejší časy již v rozběhu i semifinále. V samotném finále zaběhla trať v tehdy novém olympijském rekordu 52,82 s, čímž vybojovala zlatou medaili před Američankami Kim Battenovou (stříbro) a Tonjou Bufordovou-Baileyovou (bronz). O čtyři roky později na olympiádě v Sydney v cíli o 43 setin sekundy prohrála s Ruskou Irinou Privalovovou a získala stříbro. Druhou stříbrnou medaili vybojovala také ve štafetě na 4 × 400 metrů. Poprvé reprezentovala na letních olympijských hrách v Barceloně v roce 1992, kde ve finále doběhla na 7. místě.

## Osobní rekordy
- 400 m přek. – 52,82 s – 31. července 1996, Atlanta
- 400 m (dráha) – 50,63 s – 24. června 1995, Kingston
- 400 m (hala) – 52,01 s – 12. března 1995, Barcelona